# Тахкуна (мыс)
Тахкуна (эст. Tahkuna) — мыс в Эстонии. Расположен на северной оконечности острова Хийумаа, на стыке Балтийского моря, Финского и Рижского заливов. Вблизи него проходит важный морской путь, связывающий крупнейшие порты мира с Санкт-Петербургом, Выборгом, Таллином и Ригой. Мыс Тахкуна стал ареной жестоких боёв во время Великой Отечественной войны.

## Достопримечательности
На мысе находится самый высокий маяк Эстонии, построенный в XIX веке, а также памятник погибшим на пароме «Эстония». Этот памятник, известный под названием «Колокол души», начинает звонить во время шторма. Он изготовлен в виде крестообразного маятника, а бронзовый колокол украшен четырьмя лицами детей.

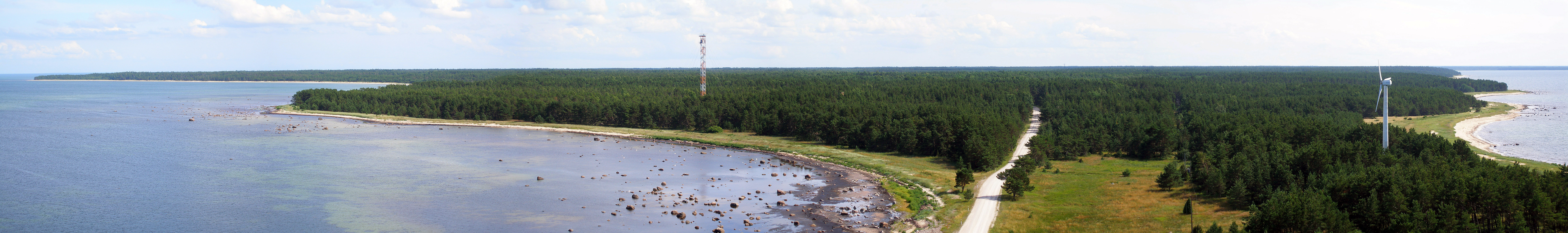
Панорамный вид на мыс Тахкуна с маяка